# Amerikaanse oesterboorder
De Amerikaanse oesterboorder (Urosalpinx cinerea) is een slakkensoort uit de familie van de Muricidae. De wetenschappelijke naam van de soort werd in 1822 als Fusus cinereus gepubliceerd door Thomas Say.

## Kenmerken
De Amerikaanse oesterboorder is een zoutwater-huisjesslak, tot maximaal 40 mm hoog groot. De schelpkleur is grijswit tot bruin, soms met donkere vlekken; de ribben zijn vaak iets lichter gekleurd.

## Leefwijze
Zoals de algemene naam aangeeft, boort deze roofzuchtige slak door de schelpen van levende oesters en eet ze op. Hij voelt zich thuis op een rotsachtige omgeving en in schelpbeddingen. Hij bewoont het onderste derde deel van de kustzone en is daarom beschut tegen alle golven die de oceaan produceert. 
De Amerikaanse oesterboorder vindt zijn voedsel op geur. Zodra hij de zeepok of mossel met zijn voet omhelst, boort hij met zijn rasptong (radula) door de schelp heen. Het voedt zich met veel verschillende soorten ongewervelde dieren, enkele favorieten zijn de gewone zeepok (Balanus balanoides) en de mossel (Mytilus edulis) maar ook kleine oesters. Zijn voedsel is vooral te vinden in intergetijdengebieden in de Atlantische regio. Ze blijken beter te reageren op levende prooien dan op prooien die onlangs in een laboratorium zijn gedood. Er is echter nog steeds geen voorkeur als het gaat om de prooisoort of leeftijd.